# Bataille de La Haye
Seconde Guerre mondiale,
Bataille des Pays-Bas
Batailles
Bataille des Pays-Bas
- Plan jaune
- Bataille de Maastricht
- Bataille de La Haye
- Bataille de Grebbeberg
- Bataille de l'Afsluitdijk
- Bombardement de Rotterdam

Bataille de France et Campagne des 18 jours
Front d’Europe de l’ouest
La bataille de La Haye est le premier assaut aéroporté de l'Histoire. Il se déroule le 10 mai 1940 dans le cadre de la bataille des Pays-Bas lors de la Seconde Guerre mondiale entre l'Armée royale néerlandaise et la 22e division d'infanterie (Fallschirmjäger) de la Luftwaffe. Elle résulte en une victoire néerlandaise.

## Contexte historique

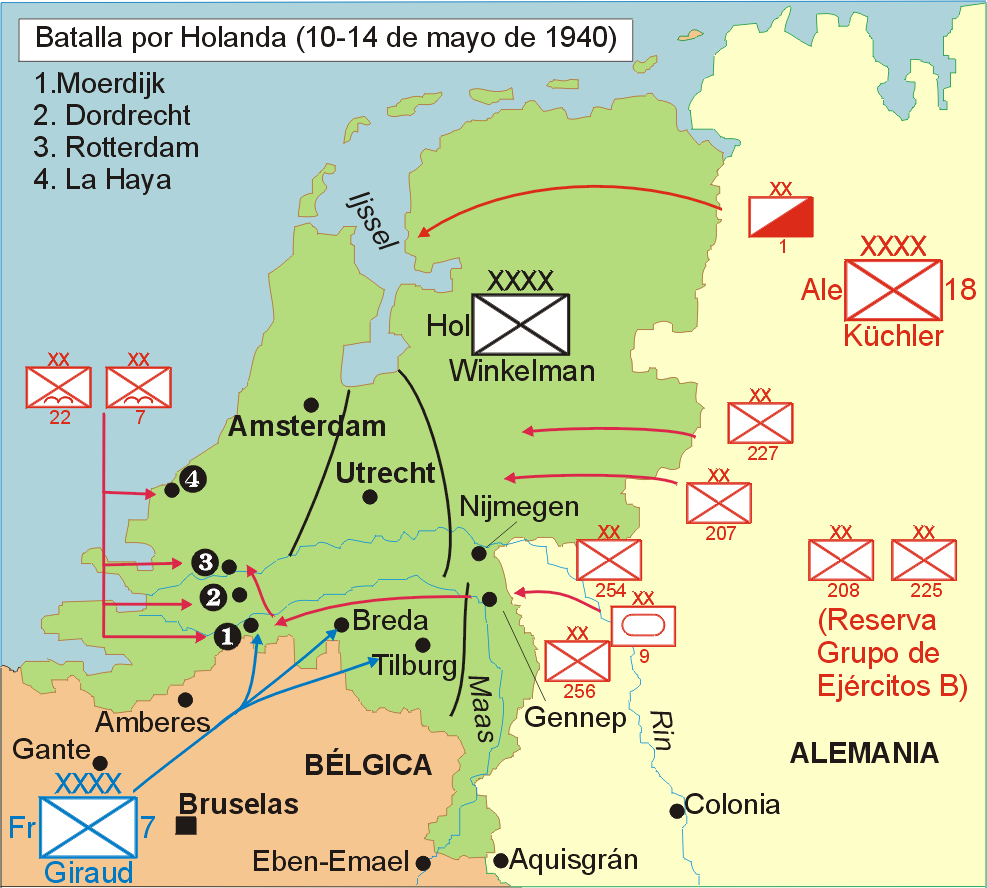
Théâtre des opérations lors de la bataille des Pays-Bas (en castillan).

Le 10 mai, les Allemands prévoyaient de prendre les Néerlandais par surprise en leur faisant croire qu'ils avaient l'intention de voler au-dessus des Pays-Bas afin d'attaquer le Royaume-Uni (les Pays-Bas étant restés neutres). Leur réel objectif était d'attaquer les aérodromes de Ypenburg (nl), Ockenburg (nl) et de Valkenburg (nl) afin d'affaiblir défenses antiaériennes néerlandaises potentielles et ainsi capturer La Haye. Il était prévu que la reine (Wilhelmine) et le commandant en chef des forces néerlandaises, Henri Winkelman, pourraient convenir à ce stade de capituler. Toutefois, si les Néerlandais ne se rendaient pas, les Allemands avaient prévu de couper tous les itinéraires menant à La Haye afin de dissuader toute tentative de contre-attaque néerlandaise.

## Déroulement de la bataille

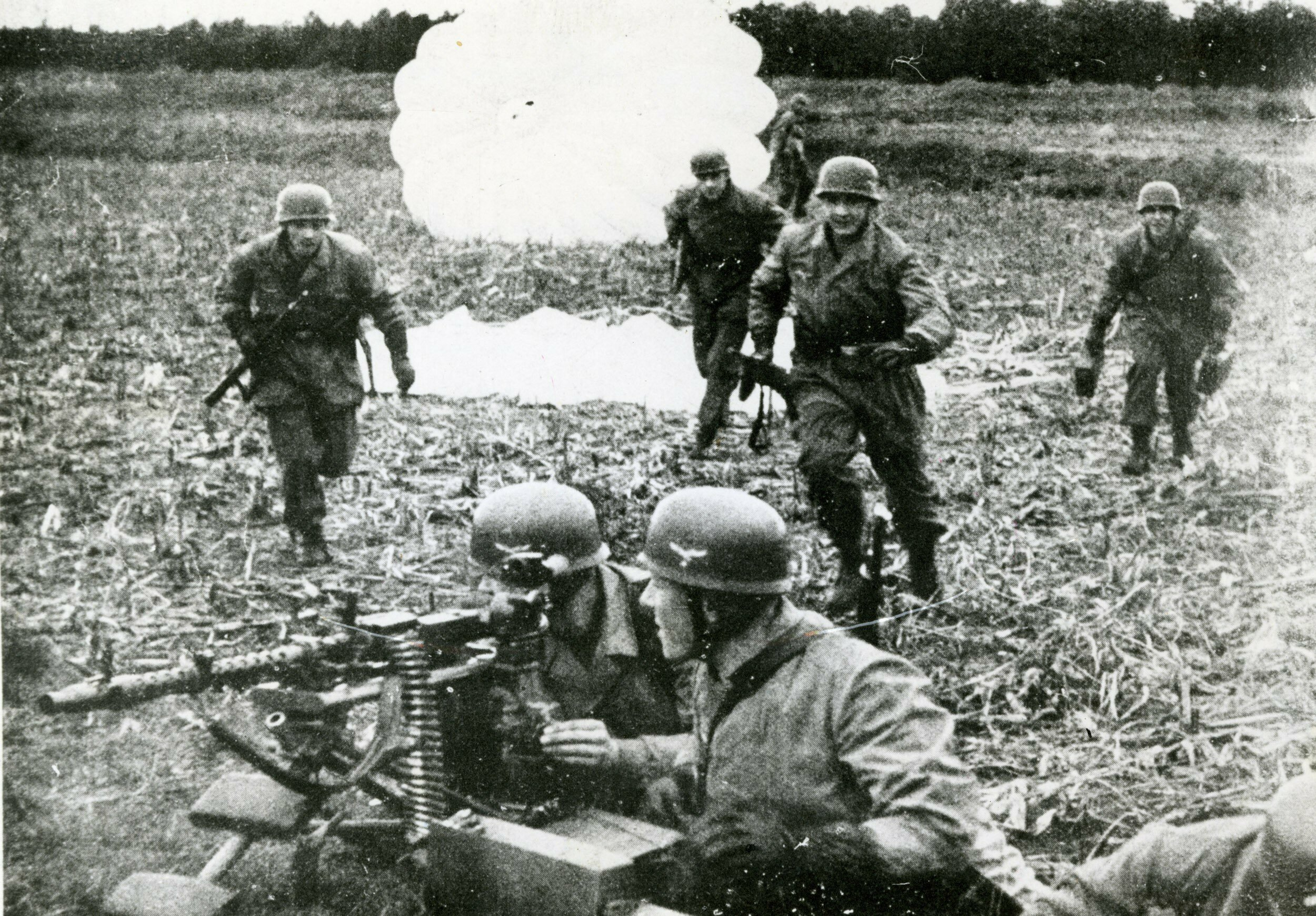
Nous voyons ici des parachutistes allemands après l'atterrissage près de Rotterdam.

Les Allemands sont parachutés dans et autour de La Haye avec pour ordre de capturer la ville ainsi que ses aérodromes adjacents. Après avoir pris la ville, le plan était de forcer la reine des Pays-Bas, Wilhelmine à capituler et ainsi porter un coup décisif aux Néerlandais.
Toutefois, l'opération échoue et les forces allemandes se retrouvent encerclées par des Néerlandais lourdement armés qui défendent les aérodromes. Cependant, avec l'aide de la Luftwaffe, ils parviennent à repousser toutes les tentatives de contre-attaque menées par les forces néerlandaises jusqu'à la relève assurée par les soldats de la Wehrmacht. Ainsi, à la fin de la journée du 10 mai, les forces néerlandaises reprennent les aérodromes capturés, mais cette victoire tactique sera de courte durée en raison des bombardements allemands sur Rotterdam 4 jours plus tard et qui forceront le gouvernement néerlandais à capituler.

## Conséquences
Deux conséquences stratégiques sont à mettre en exergue : la reine néerlandaise et son gouvernement ont été en mesure de quitter le pays à temps pour créer un gouvernement en exil à Londres, contrairement à ce qui s'est passé en Belgique. Et les pertes allemandes ont contribué à mettre en question la capacité allemande de mener à bien une attaque aéroportée contre l'Angleterre.
D'après leurs propres sources les Néerlandais perdent 515 tués, le nombre de blessés est inconnu mais estimé à environ 1 000. Les pertes allemandes seraient de l'ordre de 134 tués selon les sources allemandes, tandis que les sources néerlandaises estiment que 400 Allemands ont été tués.